# 新扎戈拉
新扎戈拉（保加利亞語︰Нова Загора）是保加利亞東南部斯利文州新扎戈拉市镇的城鎮及行政中心，位於非常肥沃的平原上，盛產葡萄、向日葵和穀物等農作物，氣候溫和，冬天平均溫度攝氏1.2度，8月平均溫度攝氏23.5度。2009年市區人口約23,625，整个市镇人口則有45,111人。羅姆人和土耳其人等少數民族佔約12%，高達23%的失業率使人口不斷下降。

## 友好城市
- 希腊Feres（英语：Feres, Evros）
- 葡萄牙埃什托里尔
- 羅馬尼亞彼得羅沙尼